# Галухин, Яков Иванович
Яков Иванович Галухин  (род. 14 августа 1930 года в д. Сахаровка Горецкого района Могилёвской области — 23 декабря 2001 года, д. Сахаровка Горецкого района), Герой Социалистического Труда (1981), заслуженный механизатор БССР (1978), депутат Верховного Совета СССР 11-го созыва, делегат 15 съезда профсоюзов (1982).

## Биография
В 1951—1954 гг. служил в Советской Армии. В 1955 году окончил сельское Климовичское ПТУ. С 1955 года работал в колхозе «Правда» Горецкого района сначала трактористом, комбайнером, потом звеньевым по выращиванию картофеля. Первый в Горецком районе комбайнер-тысячник (за сезон намолотил 1 тысячу тонн зерна). Участник ВДНХ СССР (1968, 1977). Звание Героя Социалистического Труда присвоено в 1981 году.
По итогам Всесоюзного соревнования 1977 года награждён автомобилем «Москвич-412». Заслуженный механизатор БССР (1978). Депутат Верховного Совета СССР 11-го созыва (1984—1989), делегат 15 съезда профсоюзов (1982).

## Награды
- Медаль «Серп и Молот»
- Два ордена Ленина (1975, 1982)
- Орден Трудового Красного Знамени (1971)
- Медаль «За трудовое отличие» (1966)
- Медали ВДНХ СССР

## Память
В его честь на аллее Героев Советского Союза и Социалистического Труда в г. Горки Могилёвской области установлен памятный знак.